# Музей Арпа
Музей Ханса Арпа (нем. Arp Museum Bahnhof Rolandseck, Remagen) — художественная галерея в пригороде Роландсек города Ремаген (земля Рейнланд-Пфальц), открытая в сентябре 2007 года и специализирующаяся на творчестве семьи художников Жана (Ханса) Арпа и Софи Тойбер-Арп. Музей размещается в двух строениях: в здании бывшего железнодорожного вокзала Роландсек и в новом здании, построенном по проекту американского архитектора Ричарда Мейера; регулярно проводит тематические и персональные выставки, посвящённые современной живописи и скульптуре.

## История и описание

### Строительство и скандал
С 1964 года бывшая железнодорожная станция Роландсек, построенная в середине XIX века и расположенная в одноимённой пригороде Ремагена, стала центром культурной жизни. По инициативе и под руководством галериста Йоханнеса Васмута (1936—1997) здесь проходили концерты и выставки, а сами художники жили и работали в здании бывшего вокзала. После смерти Васмута интенсивность культурной жизни в Роландсеке заметно снизилась.
22 октября 2004 года бывшая железнодорожная станция вновь стала художественным центром — здесь был открыт музей Музей Ханса Арпа «Банхоф Роландсек» (Arp-Museum Bahnhof Rolandseck), а через три года, 28 сентября 2007, последовало торжественное открытие нового здания (церемония проходила в присутствии канцлера Германии Ангелы Меркель), построенного по проекту архитектора Рихарда Мейера на склоне горы над станцией. Согласно изначальной музейной концепции, фонд «Stiftung Hans Arp und Sophie Taeuber-Arp e. V.» и правительство федеральной земли Рейнланд-Пфальц совместно управляют музеем. После открытия музея фонд предоставил свою коллекцию произведений Жана (Ханса) Арпа и Софи Тойбер-Арп для экспозиции; после масштабных споров по поводу выполнения первоначального контракта, которые директор-основатель Клаус Галлвиц (род. 1930) назвал «открытой войной», в июле 2008 года партнеры объявили о прекращении сотрудничества. Фонд изъял принадлежащие ему произведения из музейного собрания.
Земельное правительство же заявило, что планирует разместить в музейном здании примерно 400 работ семьи Арп — как за счёт тех, что находятся в его собственности, так и за счёт аренды произведений из коллекций частных лиц и музеев. В 2010 году музей Арпа стал самым посещаемым художественным музеем в земле Рейнланд-Пфальц — за год его посетила 61 000 человек.
Общая стоимость строительства нового музея (двух зданий) оценивалась в 33 миллиона евро, из которых 14,3 миллиона были предоставлены из компенсационного фонда «Berlin/Bonn-Gesetz» (так называемого «соглашения о компенсационных мерах для боннского региона»); другая часть поступила из бюджета земли Рейнланд-Пфальц, которая также стала и застройщиком. Общая выставочная площадь в новом здании составляет 2900 м²; расходы на его постройку превысили 25 миллионов евро, из которых федеральное правительство выделило 17,6 миллиона, а остальное поступило от земельных властей.
Новое и историческое здания соединены между собой тоннелем и специальным лифтом: при этом туннель является железнодорожным, хотя он и не входил в бывший железнодорожный путь. Вход в тоннель освещен 17-метровой «спиралью» из неоновых огней — инсталляцией «Kaa», созданной Барбарой Траутманн и названная ею в честь удава из «Книги джунглей». В музее действуют кафе и бистро, расположенные в отреставрированном бывшем бальном зале вокзала — с лепными потолками, массивными хрустальными люстрами и открытой террасой с видом на Рейн. Бистро было создано по проекту Антона Хеннинга, который в 2012 году также выполнил и роспись окон в коридоре.

### Деятельность
В дополнение к работам Ганса Арпа и Софи Тейбер-Арп, на выставке-открытии были представлены работы Ансельма Кифера, Йоханнеса Бруса, Ивонны Фелинг, Дженни Пейз, Антона Хеннинга и Барбары Траутманн; сама выставка вызвала критические отзывы. В 2017—2018 годах в музее прошла масштабная персональная выставка Генри Мура. Кроме того, в перестроенных залах бывшей железнодорожной станции регулярно проводятся временные выставки как отдельных современных художников, так и тематические экспозиции.
29 октября 2008 года земля Рейнланд-Пфальц и ЮНИСЕФ подписали соглашение, согласно которому «Коллекция произведений искусства Густава Рау» (Kunstsammlung Rau) будет представлена в галерее. В настоящее время коллекция врача и мецената Густава Рау (1922—2002), завещанная ЮНИСЕФ, насчитывает около 230 произведений — в неё входят работы таких художников как Лукас Кранах, Клод Моне, Поль Сезанн, Макс Либерман и Август Макке; оценочная (страховая) стоимость составляет около 100 миллионов евро. Согласно завещанию Рау, 95 работ — которые сам он считал «ядром» своего собрания — должны оставаться частью единой коллекции до 2026 года, а остальные 135 работ могут быть постепенно проданы в пользу основных фондов ЮНИСЕФ.
С 2009 по 2015 год Музей Арп выставлял работы из собрания Рау в рамках девяти выставок: «Tiepolo und das Antlitz Italiens» (2009), «Das Auge des Sammlers» (2010), «Superfranzösisch» (2010), «Horizonte» (2010), «Köstlich!» (натюрморты, 2012), «Lichtgestöber.» (2012), «Das inszenierte Ich» (2013), «Leibhaftig. Der menschliche Körper zwischen Lust und Schmerz» (2014) и «Menschenskinder. Zwischen Wunsch und Wirklichkeit» (2015).
В 2015 году музей получил собрание «Sammlung Meerwein»: сам коллекционер произведений искусства, архитектор, дизайнер интерьеров и заслуженный профессор Герхард Меервайн подарил галерее свою коллекции из более чем 350 коллажей, которые он собрал за последние 40 лет. В коллекцию входят работы Йиржи Коларжа, Вальтера Декселя, Вольфа Фостеля, Раймонда Хейнса, Йозефа Бойса, Макса Эрнста и Лазаря Лисицкого.

#### Скульптуры в Ремагене
С 2000 года музей Арпа, в сотрудничестве с администрацией города Ремаген, разрабатывает и реализует проект «Skulpturenufer Remagen». Идея заключается в установке произведений современных скульпторов вдоль городской набережной. По состоянию на 2017 год в Ремангене были установлены тринадцати скульптур: Ганса Арпа, Лайоса Барты, Биттермана и Дуки, Эберхарда Босслета, Йоханнеса Бруса, Хэмиша Фултона, Томаса Хубера, Питера Хатчинсона, Рес Инголда, Отмара Саттеля, Эрвина Вортелкампа и Арона Деметца.